# Llorarás, llorarás (canción)
«Llorarás, llorarás» es un bolero ranchero compuesto por Rafael Ramírez Villareal. Es considerada como el primer bolero ranchero.  Fue también el primer y más grande éxito de su compositor y supuso el lanzamiento definitivo a la fama del cantante Javier Solís.
Fue grabada por primera vez por el dueto de las Hermanas Góngora. En 1958, fue grabado por Javier Solís en los estudios de la Columbia, bajo la dirección musical de Felipe Valdez Leal y arreglos de Rafael Carrión. Fue publicada en 1959 en un álbum al cual dio título. El éxito de la pieza fue inmediato y pronto se convirtió en un éxito internacional, lanzando a la fama a su intérprete, quien firmó contrato con la Columbia. También fue interpretada por Solís en tres películas: Tres balas perdidas (Rodríguez, 1961), En cada feria un amor (González, 1961) y Los cinco halcones (Delgado, 1962).
Posteriormente fue interpretada por varios otros artistas como: Sara Montiel, Los Panchos, Amalia Mendoza, René y René.

## Reconocimientos
Gracias a Llorarás, llorarás, su autor obtuvo dos veces el “Micrófono de Oro” de la Asociación Nacional de Locutores de México (1). En 1963, le fue concedido a este tema un disco de oro en la ciudad de Nueva York por superar las 100 mil copias vendidas (3).